# Yeşilalan, Savur
Yeşilalan là một thị trấn thuộc huyện Savur, tỉnh Mardin, Thổ Nhĩ Kỳ. Dân số thời điểm năm 2010 là 1.443 người.